# Sídliště Stodůlky

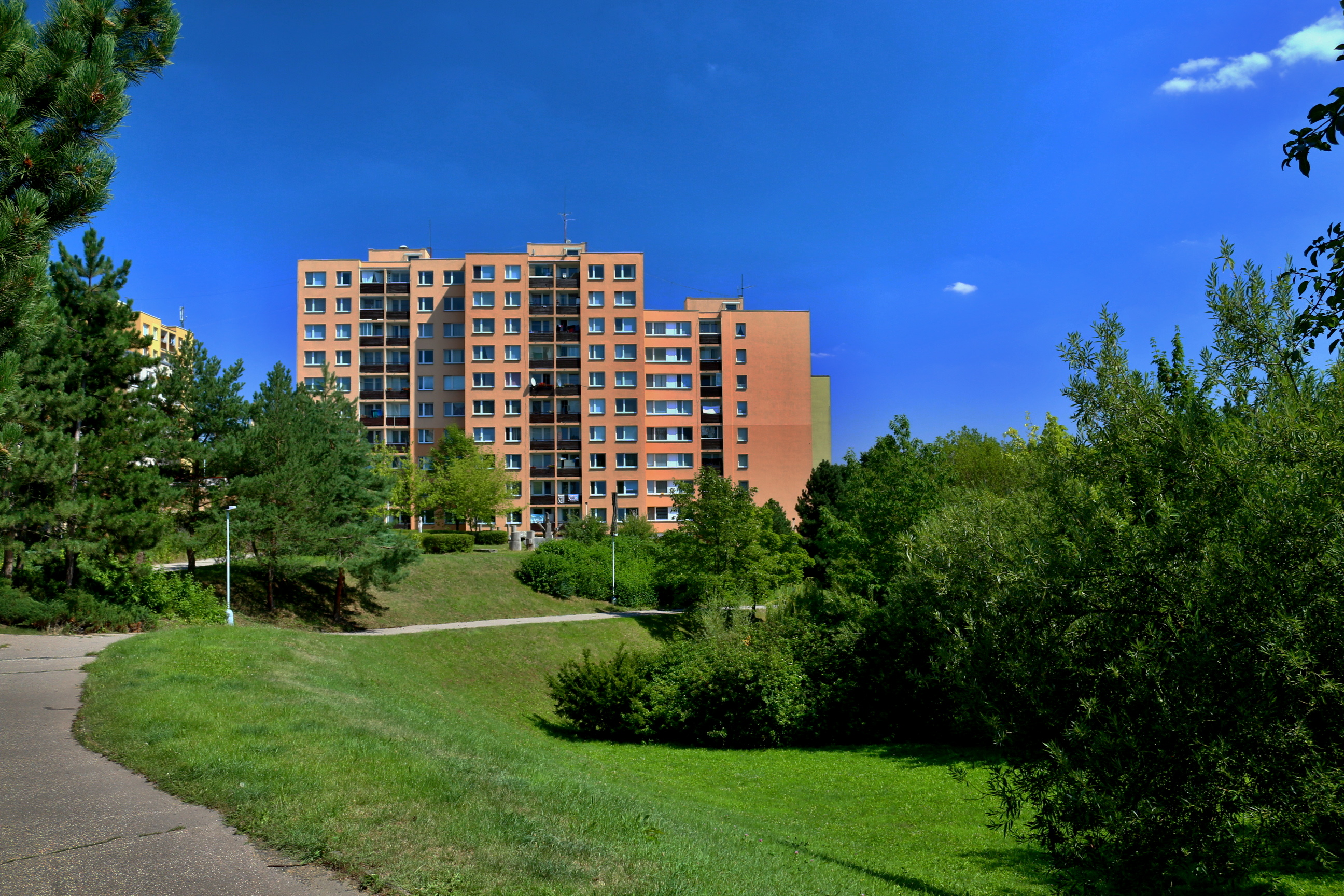
Sídliště Stodůlky, panelový dům poblíž pramene Prokopského potoka

Sídliště Stodůlky je středně velké pražské sídliště nacházející se v městské části Praha 13 na západě čtvrti Stodůlky.

## Historie a popis
Sídliště vzniklo v letech 1979–1983 jako první část budovaného Jihozápadního Města.
Je rozděleno na dvě části:
- jižní u stanice metra B Stodůlky na Šostakovičově náměstí navazuje na severní část; na východě přiléhá k sídlišti Lužiny. V jižní části se nacházejí ulice Hábova, Vackova, Kálikova, Heranova, Hostinského, Klukovická.
- severní se nachází severně od staré zástavby Stodůlek a současně jižně od dálnice D5; někdy je označováno jako Sídliště Stodůlky-sever. Panelová výstavba je soustředěna zejména kolem ulic Lýskova, Kociánova, Chalabalova, Vlachova a Flöglova. Součástí je i komplex Základní školy Kuncova, v němž nyní sídlí i soukromá obchodní akademie.

Několik nízkých panelových domů stojí i uvnitř Starých Stodůlek, v okolí ulic Kovářova a Mládí, s kulturním domem Mlejn, stojícím na místě zbourané hospodářské usedlosti.
Autobusy objíždějí sídliště po obvodu: Oistrachovou, Jeremiášovou a Bavorskou ulicí.